# Ramón Salas Larrazábal
Ramón Salas Larrazábal (Burgos, 31 d'agost de 1916 – Salamanca, 17 de juny de 1993) va ser un militar, pioner en el paracaigudisme, i historiador espanyol, que va lluitar en el bàndol nacional en la guerra civil espanyola i posteriorment va realitzar-ne recerques històriques.

## Biografia

### Guerra civil i guerra mundial
De família nombrosa de nou germans, va iniciar estudis de Químicas en la Universitat Complutense de Madrid que va interrompre al començament la Guerra Civil, que li va sorprendre a Urduña (Biscaia), que havia quedat en zona republicana. Un cop va aconseguir passar a zona nacional es va allistar voluntari en el terç burgalès de Santa Gadea, en el bàndol nacional. Va estar en l'Aviació, en la qual acabaria la guerra amb el grau de tinent provisional, sent destinat a continuació a la 4a Secció de l'Estat Major de l'Aire.
El juliol de 1941 enrolat en la 1a Esquadrilla Blava va intervenir en l'ofensiva contra Moscou de la tardor d'aquest any en una esquadrilla manada pel seu germà Ángel Salas Larrazábal i en el replegament que es va iniciar en desembre de les tropes alemanyes que va acabar amb la seva hospitalització s Riga, malalt.
Quan va tornar a Espanya, el 1942, va ingressar en l'Acadèmia de Tropes d'Aviació de Los Alcázares per ser oficial professional, quedant-s'hi de professor i efectuant després el curs d'educació física a Espanya i el de paracaigudisme a Còrdova (Argentina).
En 1943 va contreure matrimoni amb Eulalia Lamamié de Clairac Nicolau, amb qui va tenir set fills.

### Després de la guerra
Com a capità va ser cap de la primera Bandera Paracaigudista el 1946, i va fundar i va organitzar l'Escola Militar de Paracaigudisme d'Alcantarilla (Múrcia), on va estar durant 15 anys.
Ja amb la graduació de Coronel, va manar el Centre de Reclutament i Instrucció Militar (CRIM) de Valladolid. Seguidament la prefectura de l'Escola Central d'Automobilisme i poc després la de Personal de la subsecretaria d'Aviació Civil i el Col·legi Menor Nuestra Señora de Loreto.
Quan era coronel d'aviació va ser secretari de la Comissió Interexèrcits per a la redacció d'unes noves Reials Ordenances per a les Forces Armades que estableixen les normes, deures i drets del militar durant la transició política espanyola i que van ser aprovades el 28 de desembre de 1978.
L'abril del 1981, mes i mig després del Cop d'estat del 23 de febrer, va realitzar unes declaracions en què no va descartar un pretorianisme en l'Espanya de llavors, però que aquest era remot, i que «les Forces Armades estan per la llei, la disciplina i la lleialtat i el seu aïllament de la societat no és tan gran com se suposa. […] La convivència és possible perquè, encara que les Forces Armades no la volien —i aquesta hipòtesi la descarto per falsa—, en la societat no hi ha un germen de guerra civil».
L'última destinació militar va ser l'adreça del Col·legi Menor Nuestra Señora de Loreto. El seu gran interès per l'educació va fer que el seu pas pel Col·legi Menor deixés un grat record en els alumnes i en el claustre de professors, i encara és recordat com el millor director que ha tingut el col·legi.

## Historiador
Va realitzar diversos estudis de recerca que va plasmar en llibres, articles i conferències. Destacant la seva bibliografia: Cómo ganó Navarra la Cruz Laureada de San Fernando, Los datos exactos de la Guerra Civil, La defensa nacional (coautor amb Pedro Schwartz), Historia del Ejército Popular de la República, Historia general de la Guerra de España, Los fusilados en Navarra en la Guerra de 1936, Pérdidas de la Guerra (coautor amb el seu germà Jesús María Salas Larrazábal) i El protectorado de España en Marruecos.
Els seus estudis sobre la Guerra Civil Espanyola els realitzava en base estudis propis en els registres civils. Ell concloïa que tots els morts eren registrats encara que fos tarda, i que els possibles errors es podien donar en la zona republicana. Va arribar a la conclusió que el nombre total aproximat de morts en la guerra va ser de 296.944. L'anàlisi dels registres civils que ell va dur a terme es troba en la Mortalitat en la Guerra Civil Espanyola, per inscripció en jutjats.
Es tracta d'un estudi de víctimes de la Guerra Civil des de les files del franquisme, discutit per alguns historiadors d'esquerra en l'actualitat. Francisco Espinosa Maestre, entre d'altres exemples, posa el de la repressió franquista a la província de Badajoz on, segons els estudis de Salas Larrazábal, s'haurien produït 2.964 víctimes i, segons Espinosa Maestre, «s'han convertit en més de 8.000 a falta encara de conèixer l'ocorregut en 73 pobles de la zona oriental de la província (d'un total de 162))».
| «                             | Cal recordar encara les «xifres exactes» de Salas Larrazábal i les seves Pérdidas de la guerra cívil (1977), perquè segueixen sent fins avui l'únic recurs de la historiografia neofranquista (cas de A. D. Martín Rubio) i perquè constitueixen una prova visible de fins a on va arribar la història oficial per ocultar la matança fundacional del franquisme. | » |
| — Francisco Espinosa Maestre. | |   |

L'any 1988 va ser nomenat membre de nombre de la Reial Acadèmia de Ciències Morals i Polítiques i li va ser atorgat el premio Marquès de Santa Cruz de Marcenado.

## Publicacions
- Historia del Ejército Popular de la República, Editora Nacional, Madrid, 1973, ISBN 84-276-1107-2, y La Esfera de los Libros, Madrid, 2006, ISBN 978-84-9734-465-4.[5] (Reeditada trenta-tres anys després de la primera i única edició d'aquesta obra, es va presentar a la Sala Simón Bolívar de la Casa d'Amèrica de Madrid i van participar en l'acte José Bono, ministre de Defensa, Gabriel Cardona, professor de la Universitat de Barcelona i exmilitar fundador de la Unió Militar Democràtica, i Jesús María Salas Larrazábal, historiador militar.)
- Pérdidas de la Guerra, Editorial Planeta, 1977, ISBN 978-84-320-0285-4
- Los datos exactos de la Guerra Civil, Fundación Luis Vives, 1980, ISBN 978-84-320-0285-4
- Cómo ganó Navarra la Cruz Laureada de San Fernando, Autor Editor 3, 1980, ISBN 978-84-300-3120-7
- La defensa nacional, Unión Editorial, 1981, ISBN 978-84-7209-128-3
- Los fusilados en Navarra en la Guerra de 1936, Autor Editor3, 1983, ISBN 978-84-398-0024-8
- Grandes vuelos de la aviación española, junto a varios autores, Ministerio de Defensa, 1ª edición: 1983, 2ª edición: 2007, ISBN 978-84-9781-376-1
- Estudios sobre la República y la Guerra Civil Española, Sarpe, 1985, ISBN 84-7291-863-7
- Historia general de la Guerra de España, junto con su hermano Jesús, 1ª edición: Rialp, 1986, 2ª edición: Quirón Ediciones, 2006, ISBN 978-84-9601-683-5
- El Occidente euro-africano como factor de seguridad y paz, Universidad de Salamanca, 1989, ISBN 978-84-7481-515-3
- El protectorado de España en Marruecos, Mapfre Ediciones, 1992, ISBN 978-84-7100-221-1
- Seguridad, paz y defensa, Ministerio de Defensa, 1995, ISBN 978-84-7823-428-8.